# Préfecture de Mali
Pour les articles homonymes, voir Mali (homonymie).
La préfecture de Mali est une subdivision administrative de la Guinée dans la région de Labé, au nord du pays, à proximité de la frontière du Sénégal et du Mali. Son chef-lieu est la ville de Mali.
La préfecture de Mali a une superficie d'environ 9 700 km2 et est limitée au nord par le Sénégal, au nord-ouest par la préfecture de Koundara, à l'ouest par celle de Gaoual, au sud par celles de Labé et Lélouma et à l'est par celle de Koubia.

## Subdivision administrative
La préfecture de Mali est subdivisée en quatorze (14) sous-préfectures: Mali-Centre, Balaki, Donghol Sigon, Dougountouny, Fougou, Gayah, Hidayatou, Lébékéré, Madina Wora, Salambande, Téliré, Touba, Yembereng et Badougoula.

## Administration

### Liste des administrateurs depuis 1958

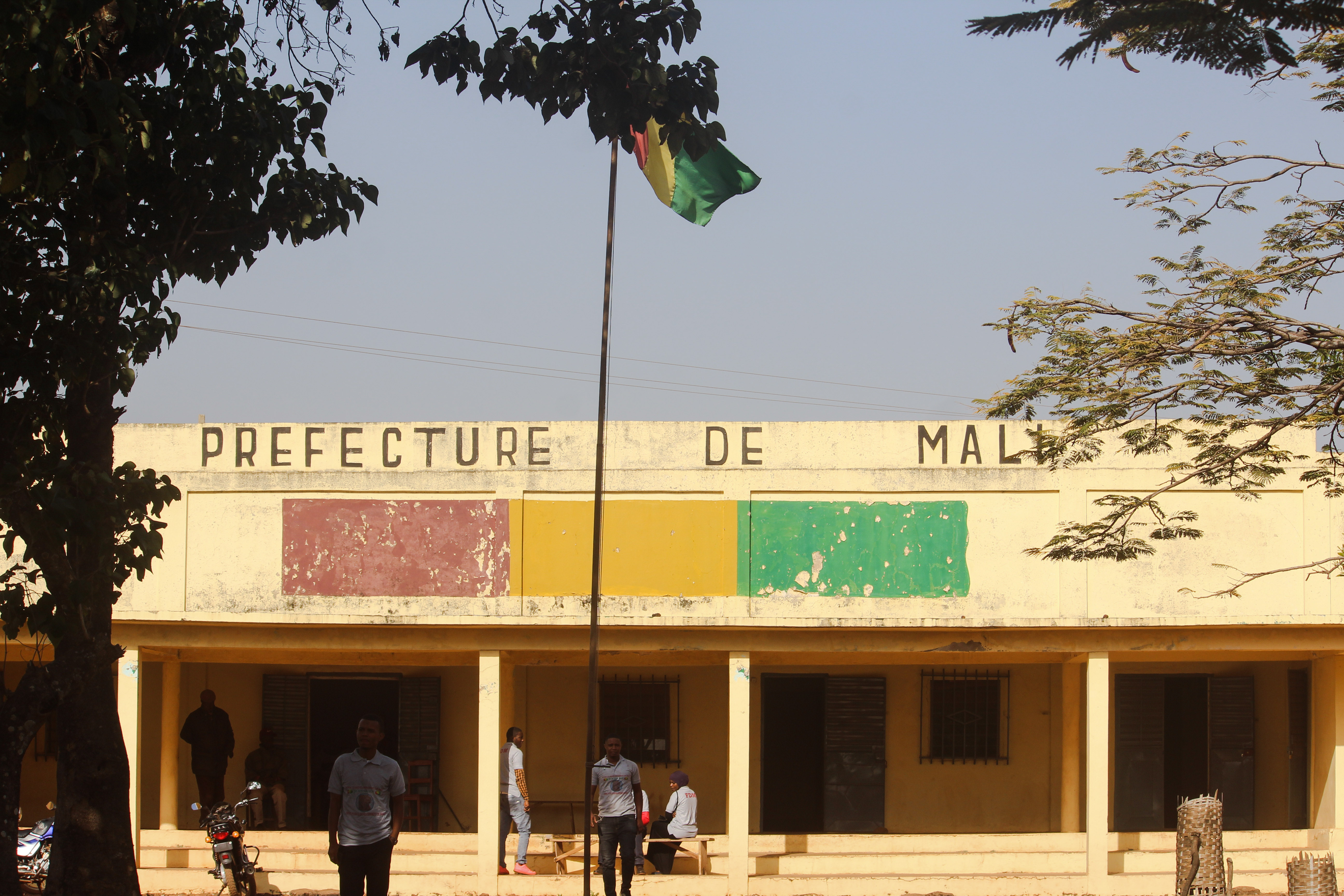
Bâtiment préfectoral.

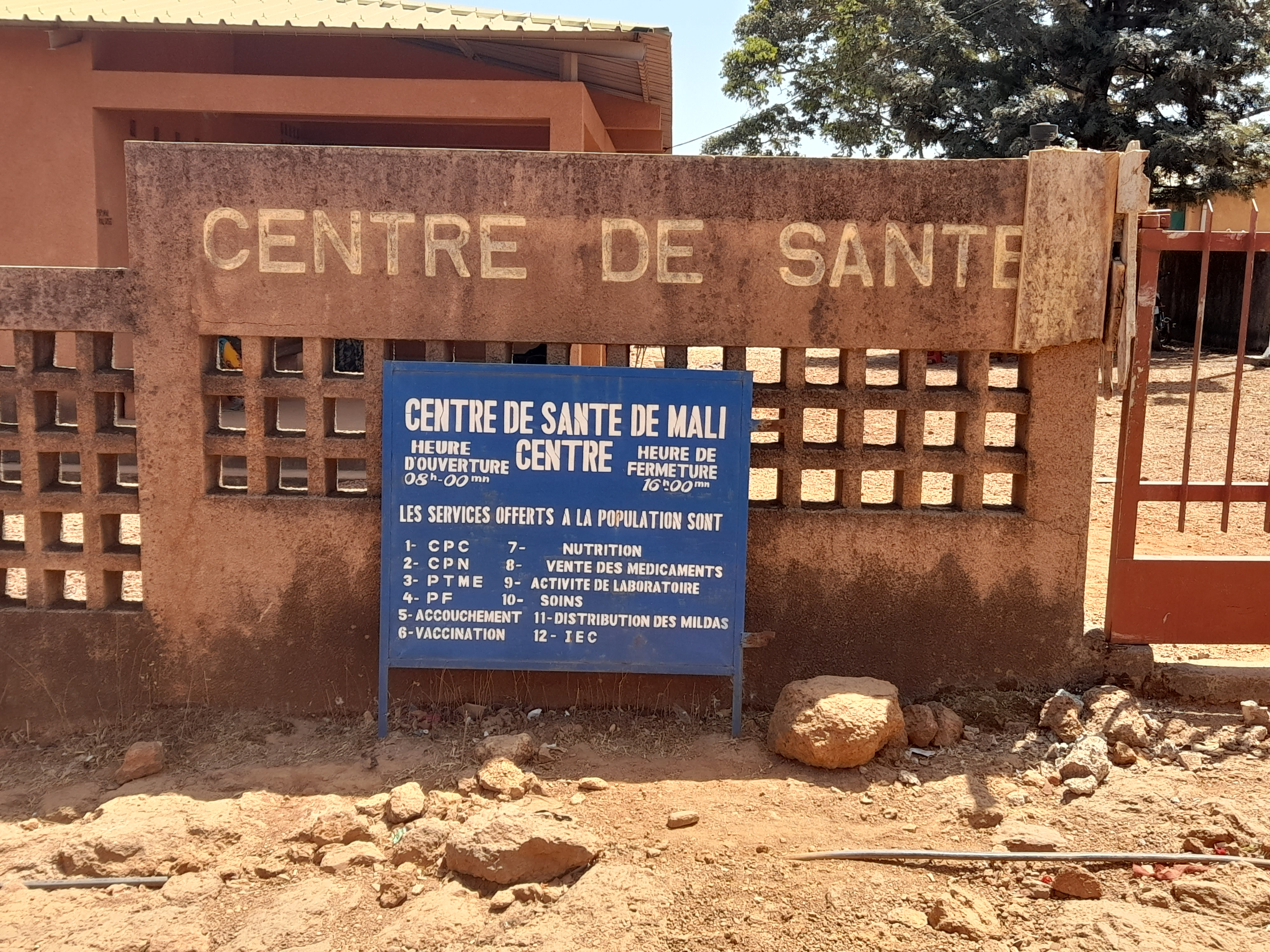

| N°                                          | Prénoms et nom                            | Debut                                | Fin                                  |
| Sous Ahmed Sékou Touré (1958 - 1984)        | Sous Ahmed Sékou Touré (1958 - 1984)      | Sous Ahmed Sékou Touré (1958 - 1984) | Sous Ahmed Sékou Touré (1958 - 1984) |
| ------------------------------------------- | ----------------------------------------- | ------------------------------------ | ------------------------------------ |
| 01                                          | Ibrahima Paye                             | 1958                                 | 1959                                 |
| 02                                          | Bella Doumbouya                           | 1959                                 | 1962                                 |
| 03                                          | Daye Diallo                               | 1962                                 | 1964                                 |
| 04                                          | Elhad Bemba Diakaby                       | 1964                                 | 1965                                 |
| 05                                          | Falilou Diallo                            | 1965                                 | 1966                                 |
| 06                                          | Tamba Kalass Traoré                       | 1966                                 | 1967                                 |
| 07                                          | Yoro Diarra                               | 1967                                 | 1967                                 |
| 08                                          | Sidiki Koulibaly                          | 1968                                 | 1970                                 |
| 09                                          | Mamadou Tounkara                          | 1970                                 | 1970                                 |
| 10                                          | Moussa Sandiana Camara                    | 1971                                 | 1973                                 |
| 11                                          | Karamoko Kouyaté                          | 1973                                 | 1974                                 |
| 12                                          | Mohamed Sakho                             | 1974                                 | 1980                                 |
| 13                                          | Elhad Mamadou Binani Diallo               | 1980                                 | 1982                                 |
| 14                                          | Elhad Mamadou Aliou Diallo                | 1982                                 | 1984                                 |
| Sous le général Lansana Conté (1984 - 2008) |                                           |                                      |                                      |
| 15                                          | Capitaine Souleymane Camara               | 3 avril 1984                         | novembre 1984                        |
| 16                                          | Capitaine Cécé Balamou                    | novembre 1984                        | octobre 1985                         |
| 17                                          | Commandant Boubacar Diallo                | octobre 1985                         | septembre 1986                       |
| 18                                          | Capitaine Abdoul Salam Diallo             | septembre 1986                       | Decembre 1988                        |
| 19                                          | Abdoulaye Diouma Diallo                   | Decembre 1988                        | 1er Mai 1991                         |
| 20                                          | Oumar Tanou Sow                           | 1er Mai 1991                         | avril 1993                           |
| 21                                          | Cmmandant Sékou Camara                    | avril 1993                           | aout 1994                            |
| 22                                          | Isaac Doumbouya                           | aout 1994                            | 5 janvier 1996                       |
| 23                                          | Mamadouba Camara                          | 5 janvier 1996                       | 4 décembre 1996                      |
| 24                                          | Charles André Haba                        | 4 décembre 1996                      | 21 juillet 1998                      |
| 25                                          | Fodé Sylla                                | 21 juillet 1998                      | 26 janvier 2001                      |
| 26                                          | Mamadou Saliou Camara                     | 26 janvier 2001                      | 26 novembre 2004                     |
| 27                                          | Sékou Conté                               | 26 novembre 2004                     | 22 juin 2007                         |
| 28                                          | N'fansoumane Touré                        | 22 juin 2007                         | 24 decembre 2008                     |
| Sous la transition (2008 - 2010)            |                                           |                                      |                                      |
| 29                                          | Capitaine Fahindo Nikavogui               | 24 décembre 2008                     | mars 2011                            |
| Sous Alpha Condé (2010 - 2021)              |                                           |                                      |                                      |
| 30                                          | Elhad Harouna Souaré                      | Mars 2011                            | 12 septembre 2020                    |
| 31                                          | Mohamed Deen Camara                       | 12 septembre 2020                    | 5 septembre 2021                     |
| Sous Mamady Doumbouya (2021 à nos jours)    |                                           |                                      |                                      |
| 32                                          | Colonel Pévé Zoumanigui                   | 5 septembre 2021                     | 18 novembre 2021                     |
| 33                                          | lieutenant-colonel Mansou Sangalan Camara | 18 novembre 2021                     | En cours                             |

## Géographie

### Géologie et relief

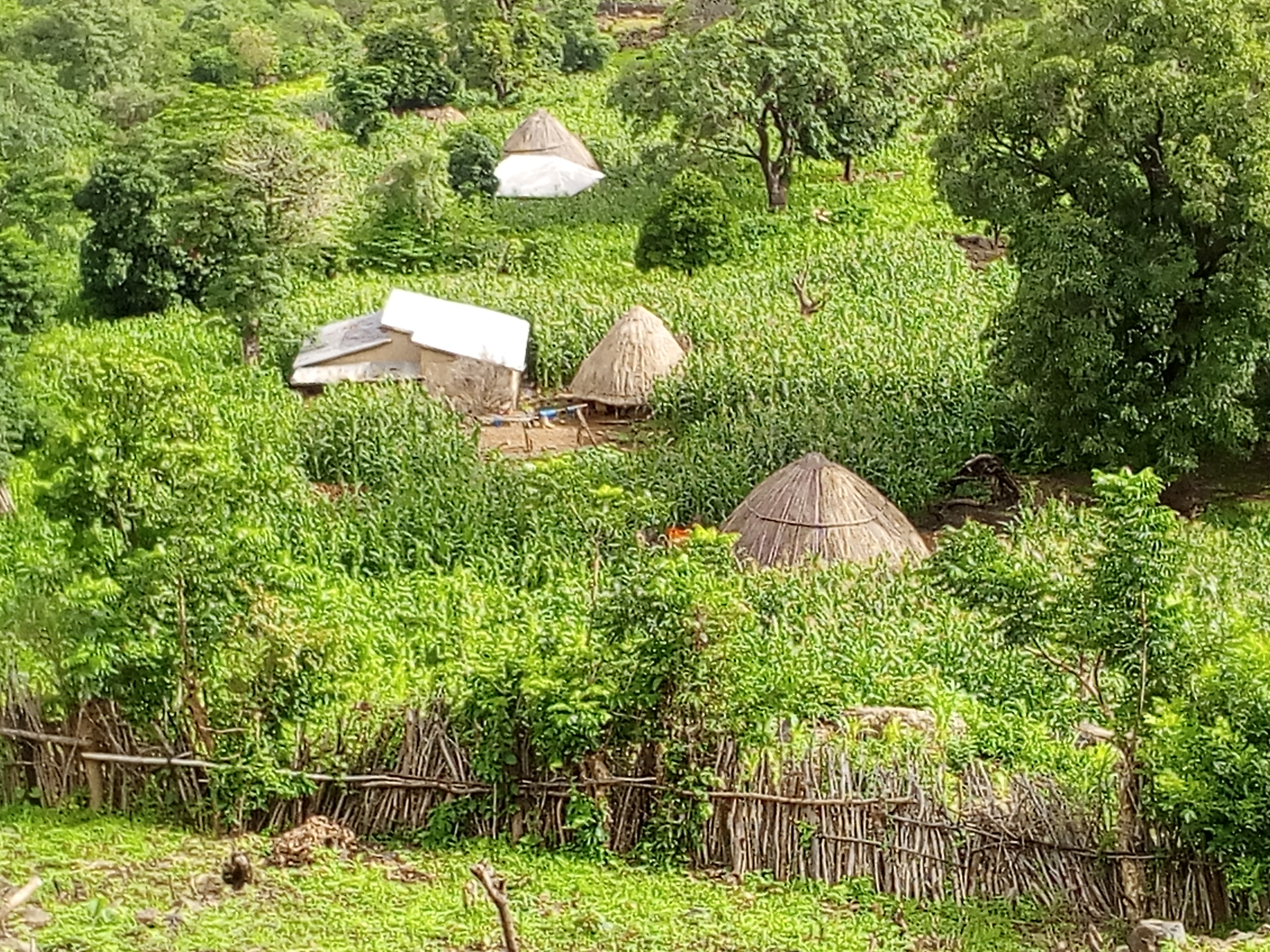
Village aux environs de Téliré.

Le relief de la préfecture se divise en deux zones : 
- la zone du plateau, en haute altitude (de 1 200 à 1 500 mètres) accidenté, avec un sol gravillonneux avec présence de « bowé » et d'une dégradation avancée ;
- la zone couverte caractérisée par un relief de plaines et de bas-fonds variant entre 500 et 700 m d'altitude, peu accidenté et avec un sol argilo-sablonneux lessivé.

### Climat
Le climat est caractérisé par l'alternance de deux saisons distinctes, la saison des pluies qui s'étend de mai à octobre, et la saison sèche de novembre à avril. La température moyenne varie entre 16,3 °C et 21,1 °C. Parfois on enregistre des températures journalières de 30 °C. Un brouillard épais devenu légendaire par son opacité apporte sa note saisonnière.

## Urbanisme

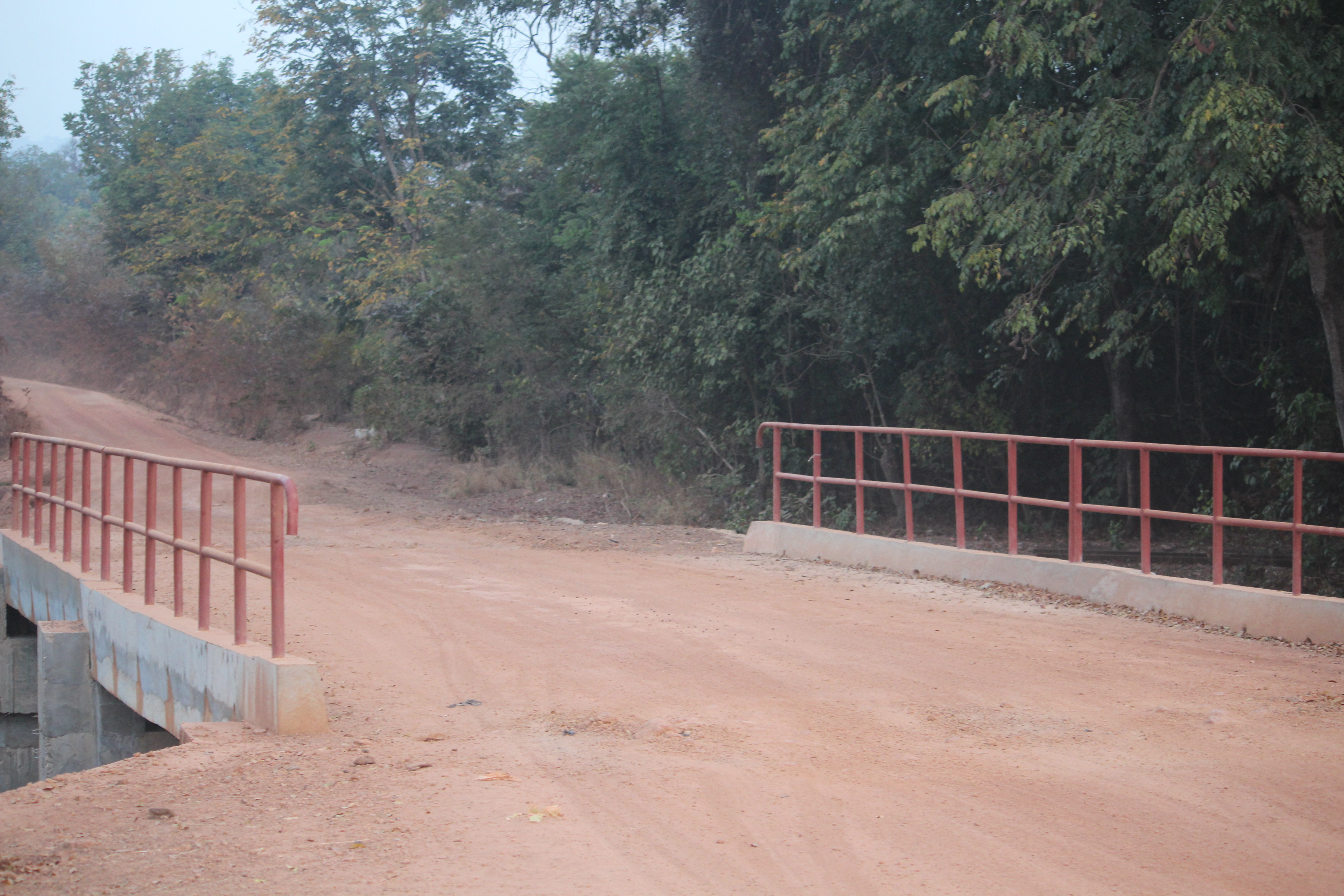
Pont sur la route de Mali - Labé

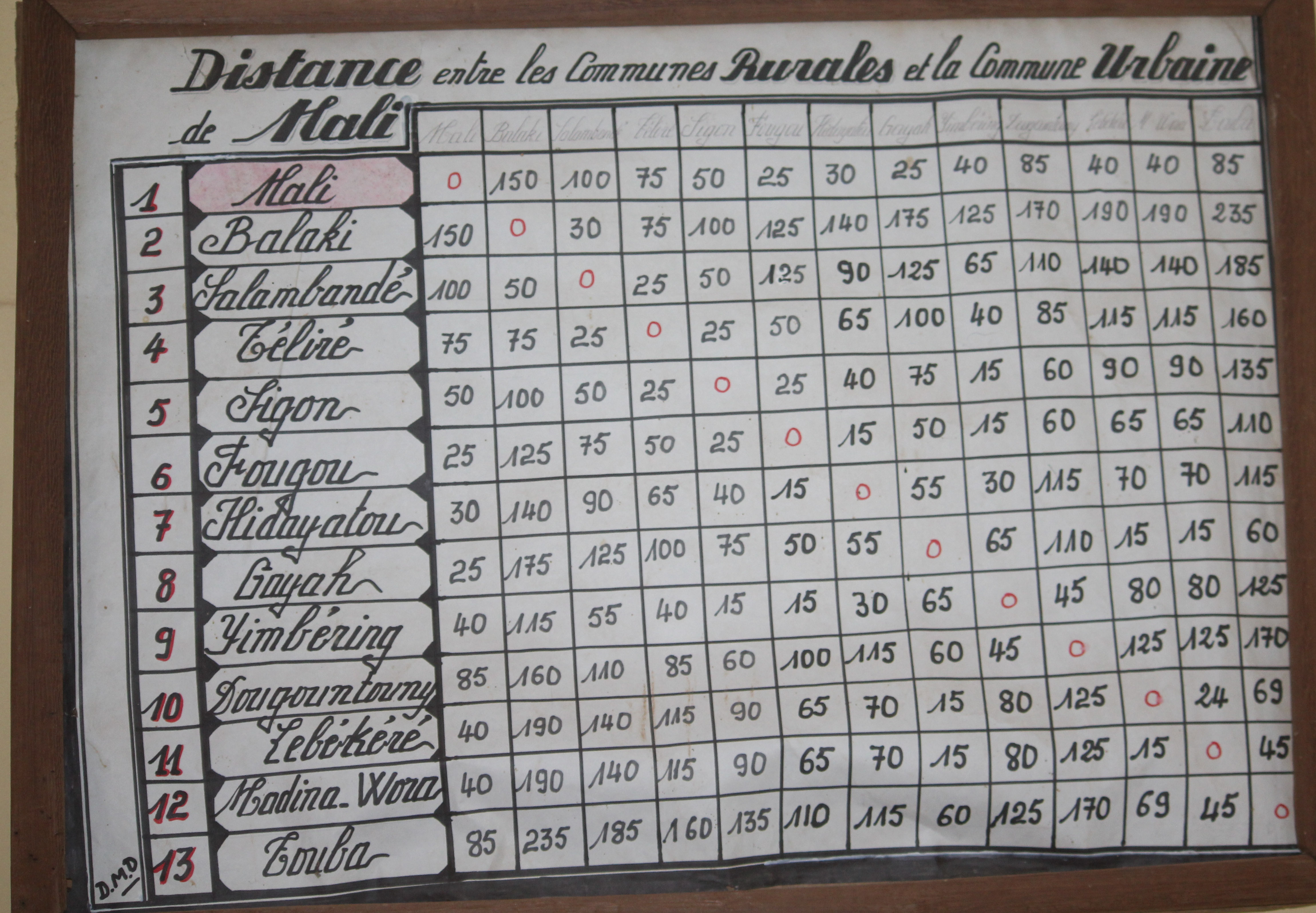
Distance entre les communes rurales et la commune urbaine de Mali.

La commune urbaine compte vingt-et-un quartiers et districts : Mali I, Mali II, Mali III, Mali Mosqué, Kortomere, Dognol Amoroyabhé, Laytyehel, Bhoundou honlande, Mali missidé, N'dantayii, Koumba, Teinsira, Bara, Wanwan, Horé fello yandi, Lakouya, Bhohé, Sopaari, Bogoma, Dognol Kosso, Berebere.

## Population et société

### Démographie
La population a été estimée à 242 280 habitants en 2005, dont 55 % de femmes, soit 28 habitants par km2.
En 2016, la préfecture comptait 307 552 habitants.
Elle est composée de Sarakolés, Djallonkés, Diakankés et Peuhls encore appelés « Tangués ». Les anciennes populations furent les Djallonkés, rejoints par les éleveurs peuhls non islamisés. Avec l'avènement de l'islam, cette zone n'a pas échappé à la vague d'immigrants peuhls qui se sont installés dans le but d'étendre l'influence de l'islam. Actuellement, les Peuls représentent près de 90 % de sa population ; on y trouve des concentrations de Djallonkés surtout dans la partie est de la préfecture (sous-préfecture de yembering, Balaki et Sigon). Il existe aussi des poches de Diakankés réparties inégalement sur le territoire de la préfecture. Par ailleurs, il faut noter que la petite concentration de Sarakolés dans le district de Badougoula (sous-préfecture de Dougountouny, cette même communauté est rencontrée à Yembering) dans le district du centre existe dans son originalité malgré son entourage. La langue la plus couramment parlée est le pular.

### Enseignement

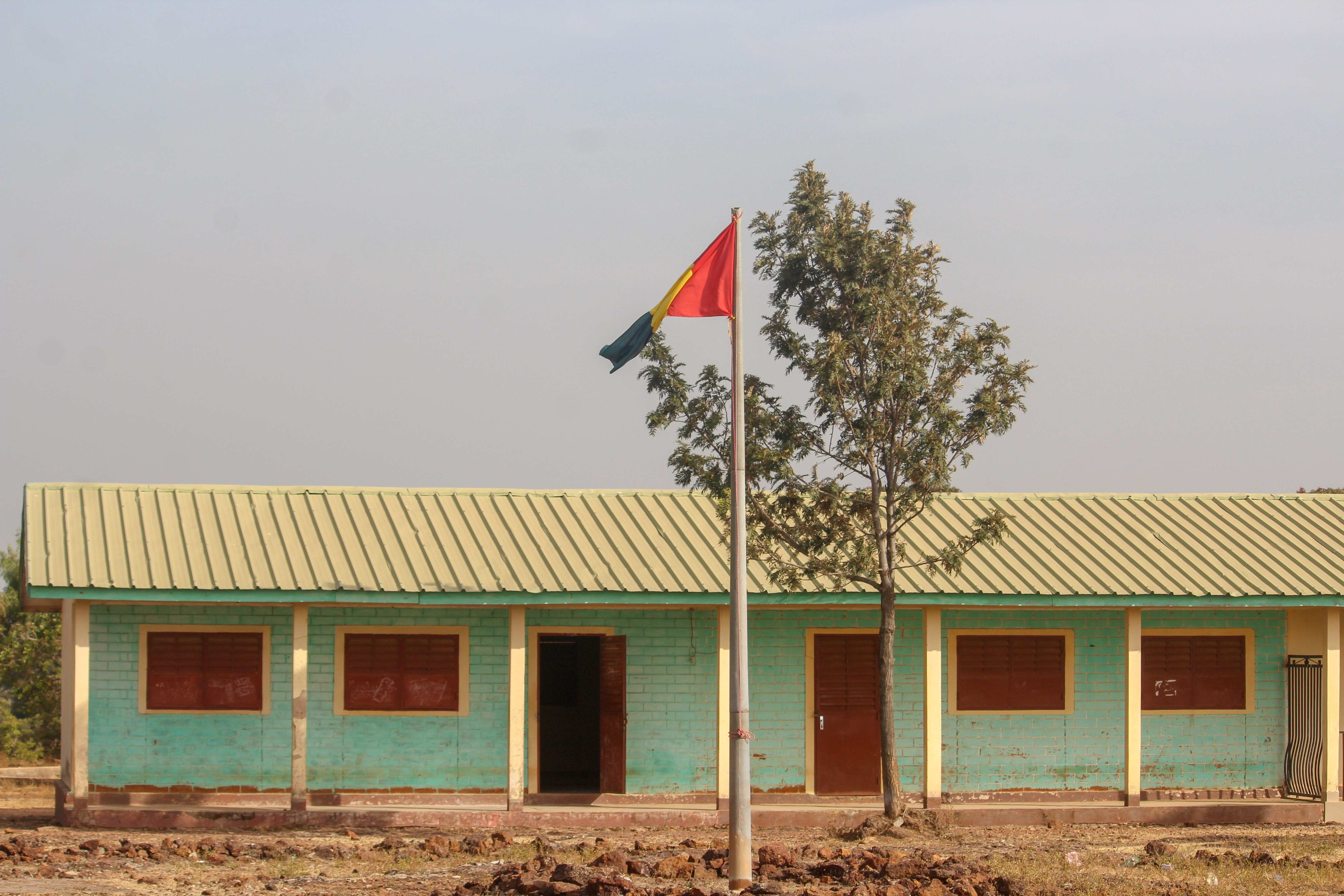
Le collège de Mali.

Très appréciée par le passé au point d'être considérée comme la préfecture ayant le plus grand nombre d'intellectuels du pays, l'éducation dans la préfecture de Mali-yembering est aujourd'hui à l'image de celle de tout le pays : vétusté et rareté des infrastructures, faible niveau des enseignements et désintéressement des élèves.

Les établissements d'enseignement sont localisés dans les préfectures et sous-préfectures. Les zones rurales en sont dépourvues. 80 % des enfants sont analphabètes. Pour pallier cela, il existe quelques Centres d'Appui à l'Autopromotion Féminine (CAAF), qui s'engagent, entre autres, dans la promotion des femmes dans les métiers comme le tissage, la couture et la teinture. On note aussi l'existence des Centres NAFA (« écoles de seconde chance ») dans les sous-préfectures de Donghel Sigon, Madina Wora, Téliré et Yembéring ainsi que dans la commune urbaine de Mali.

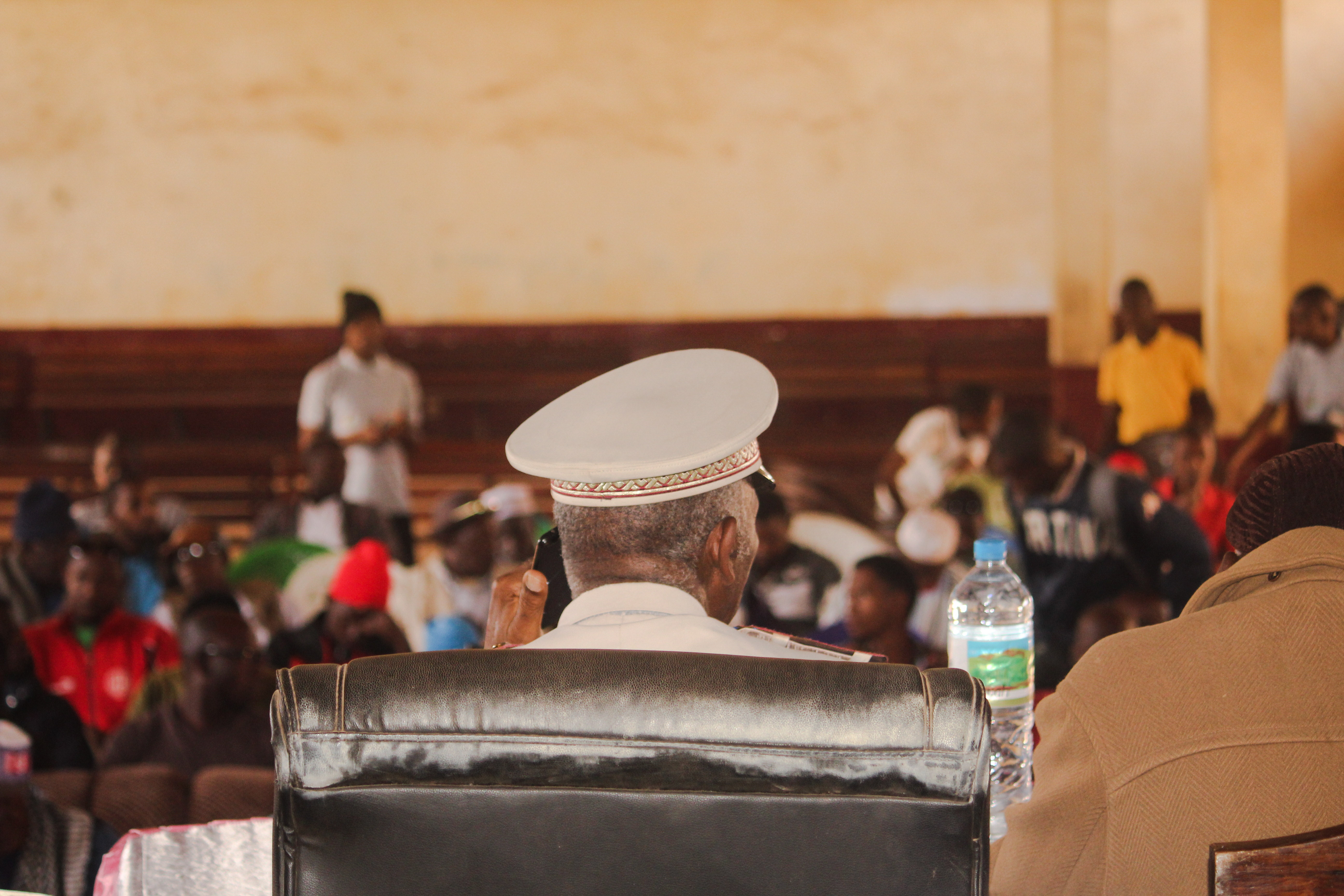

## Économie
Malgré son potentiel touristique, les activités autour du Mont Loura, avec la célèbre formation rocheuse de la Dame de Mali, du nom de la préfecture, mais connue également sous le nom de la Dame du Mont Loura, restent essentiellement agro-pastorales. Avec une population rurale de 85 %, les principales activités économiques sont l'élevage, l'agriculture, l'artisanat et le petit commerce.
La préfecture de Mali dispose d'une station de radio généraliste publique appelée radio rurale de Mali créée en 2008. Elle est la principale source d'informations pour la préfecture, la radio rurale constitue le meilleur moyen d'informer les zones rurales car elle constitue  la « voix des sans voix » en raison du taux élevé d'analphabétisme en Guinée. La radio rurale de Guinée (en abrégé RRG) a pour mission, la mise en œuvre de la politique du Département de la Communication en matière d'information en direction du monde rural.

### Agriculture

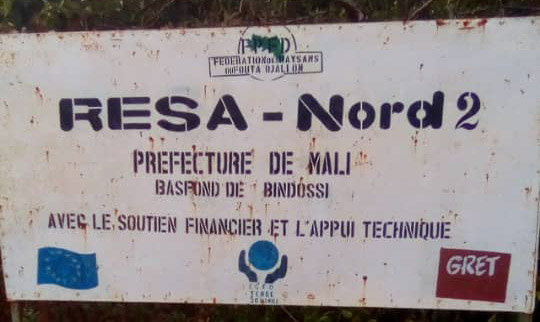

L'agriculture comprend la culture du riz, manioc, fonio, arachide, coton, patate, le haricot, la tomate, le taro et la banane. La pomme de terre figure surtout dans la commune urbaine. Il est important de signaler que les plantations d'arbres fruitiers sont assez importantes dans les sous-préfectures de Yembéring (le jardin d'Elhadj Pendjor, Oumar Khaloga ou feu Elhadj Mamadou Hansanghèrè), Donghel Sigon, Dougountouny et Fougou.
Le cheptel de la préfecture se compose de bovins, ovins, caprins et volaille. Malgré la sédentarisation et les opportunités naturelle, l'élevage pratiqué est extensif, et le tatouage est généralement appliqué pour l'identification des bœufs, ceci en vue d'empêcher le vol du bétail.

### Artisanat et industrie
Pour ce qui concerne l'artisanat, entre 15 et 20 % de la population se trouve dans ce secteur. La cordonnerie, le tissage, la teinture à l'indigo des pagnes en cotonnade et bazin blanc, la menuiserie, la poterie et la forge sont les métiers les plus répandus.

## Route

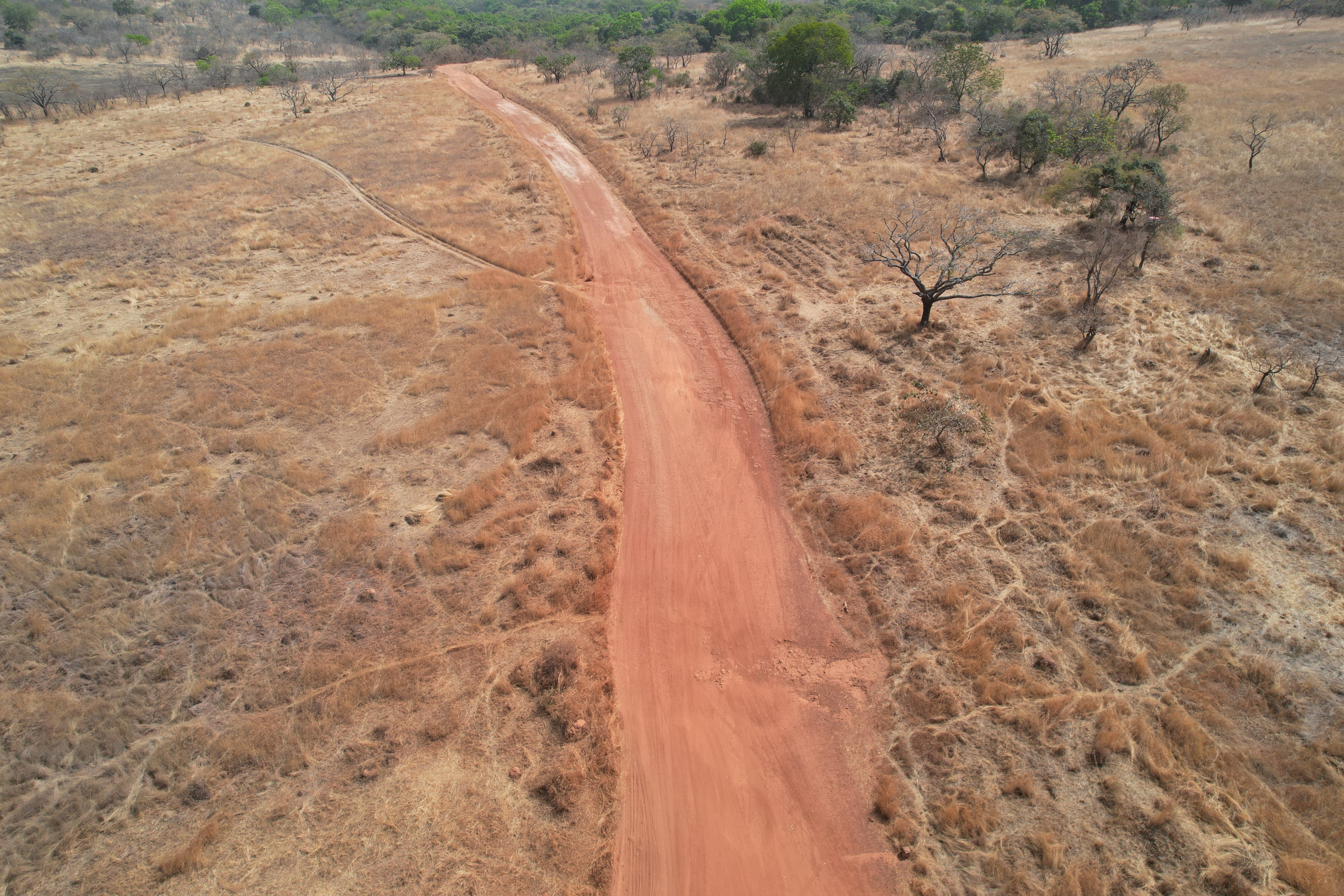
Vue de la route nationale Mali Labé

La préfecture de Mali na aucune route butimer.La préfecture de Mali a récemment reçu un financement externe de la BID pour le financement de la Route Labé- Mali.

## Culture locale et patrimoine

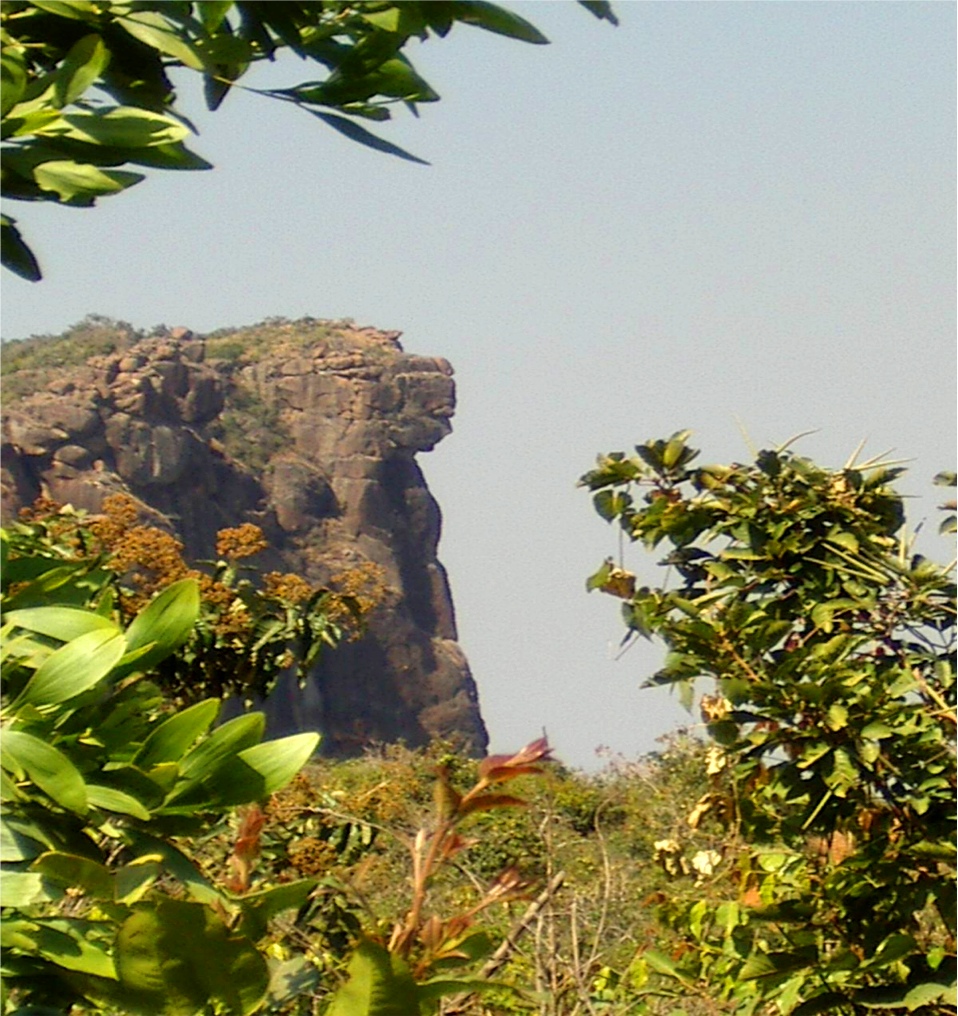
La Dame de Mali.
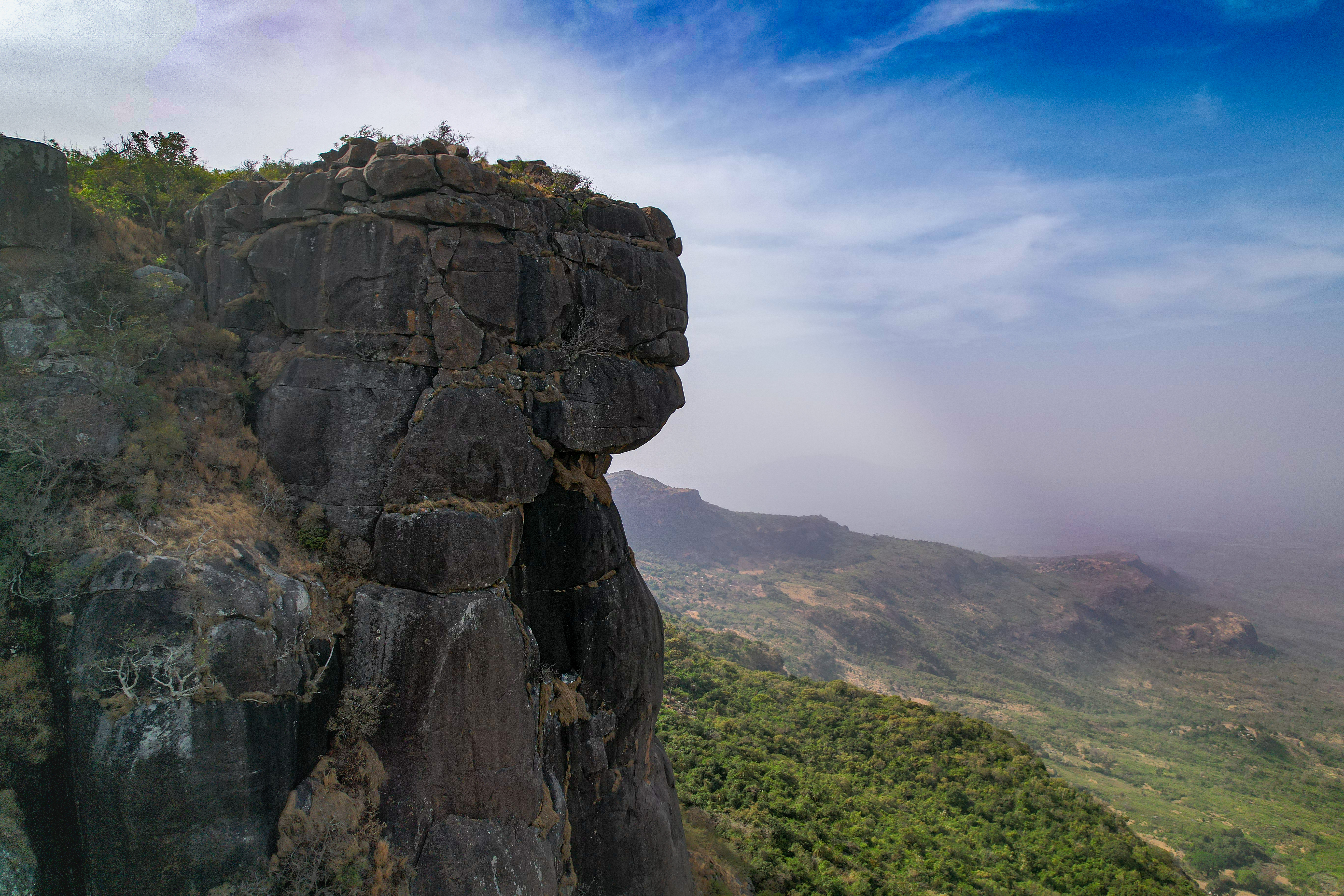
Vue aerien de la dame de Mali.

Les principaux sites touristiques de la préfecture de Mali sont les suivants :
- Le Mont Loura : à 7 km au nord de la ville se dresse ce mont, flanqué de l'historique et mystérieuse « Dame de Mali ». De ce sommet, le plus élevé de la Moyenne Guinée, la vue embrasse les vallées qui s'étendent jusqu'à la nappe blanche du cours de la Gambie et les plaines uniformes du Sénégal oriental. À côté de la jolie Dame de Mali (« Néné Fouta ») se dresse aussi un peu plus bas le Sage de Mali, qui s'est démasqué il y a quelques années seulement. En faisant face à l'est, il prie pour le bonheur de la région et du pays.
- Pellel : à 70 km de Labé et à 8 km de la sous-préfecture de Yembéring, ce site offre un panorama du fond de la vallée, du Mont Sondomoli (1 000 m) et des baobabs grands et petits qui surplombent une végétation verdoyante.
- La grotte de Ouyouka : située dans la sous-préfecture de Balaki à 150 km du chef-lieu de la préfecture, cette grotte servait de refuge aux Djallonkés lors des « guerres saintes ». De très grosses abeilles domestiquées habitant la grotte défendaient les occupants. Il semble que les conquérants peuhls y avaient abandonné la tabala de Alpha Aguibou, grand chef religieux d'alors.
- Grotte Mosquée de Madina Kouta : située dans la sous-préfecture de Lébékéré, cette grotte pittoresque et renommée se trouve au bord de la Kanta, affluent de la Gambie. C'est un lieu de prière très sacré pour les Diakankés. Elle a été longtemps gardée par les sages de cette zone. L'intérieur qui ressemble à un grand salon plafonné peut abriter plus de 200 personnes.
- Les chutes de Tantou : situées à 15 km du centre-ville de Mali, dans le district de Hölo, sous-préfecture de Gayah, ces chutes qui s'observent aisément entre Gayah et Kaouma tombent successivement en plusieurs cascades et à de grandes hauteurs.
- Le haut fourneau de Gayah : construit depuis plus de deux siècles, il est situé à 26 km de la ville de Mali dans la sous-préfecture de Gayah.
- Le perchoir (ou pic) de Péténalé : perché au sommet à 1 450 m, on aperçoit tout le bas-fond et, au loin, le parc national de Niokolokoba au Sénégal oriental. Il est situé à 7 km de la ville de Mali, dans le district de Koumba, commune urbaine. À l'occasion des grandes fêtes, les jeunes de la ville et des districts environnants s'y rendent pour se récréer toute la journée.
- Les puits de Bowal Paari : dans la sous-préfecture de Lébékéré, à 42 km de la ville de Mali, se trouvent des puits datant des premiers occupants de l'endroit.

Parmi les autres sites touristiques intéressants de la préfecture se trouvent les suivants :
- La forêt classée de Balaki (S/P Balaki) ;
- La montagne de Konéya (S/P Balaki) ;
- La montagne de Maago (S/P Balaki) ;
- La source de Yambatakhoundé (S/P Balaki) ;
- Les roches de Bamba Fandjé (S/P Balaki) ;
- La chute de Guerméya (CU Mali) ;
- La chute de Pètè Nallè (CU Mali) ;
- Le Mont Péténalé (S/P 1 450 m)  (CU Mali) ;
- La grotte de Bowal à Kankouma (CU Mali) ;
- La rivière de Gillo-Somba  (CU Mali) ;
- La grotte de Woundoukollet TP (CU Mali) ;
- La grotte de Yayégui au campement TP (CU Mali) ;
- Le Mont Lansa (S/P 1 200 m) (CU Mali) ;
- La cascade du fleuve Gambie (CU Mali) ;
- La chute de N'Gulou (CU Mali) ;
- La grotte souterraine (CU Mali) ;
- Le village des teinturiers (CU Mali) ;
- Le village des artisans tisserands (S/P Gaya) ;
- La grotte de Kenseya (S/P Hidayatou) ;
- La mare sacrée de Namboura (S/P Lébékéré) ;
- Les puits creusés par Kolly Tenguéla (S/P Lébékéré) ;
- Le Mont Gnirè Daaly (S/P « montagne-dent ») (S/P Madina Wora) ;
- La grotte de Mali-Missidè (S/P Madina Wora) ;
- La chute de Lingue (S/P Salambandé) ;
- La chute de Tantou (S/P Salambandé) ;
- La grotte de Fello Tamikoun (S/P Salambandé) ;
- La grotte ou observatoire de Simbou (S/P Salambandé) ;
- La grotte de Dyndyida (S/P Yembéring) ;
- Le Mont Somdomoly (S/P 1 000 m) (S/P Yembéring) ;
- La chute de Bara ;
- Le village des artisans de Togué ;
- La chute de Mali-Missidè ;
- La cascade de Warnany ;
- La grotte de Kankouma ;
- La mare sacrée de Diemakaly ;
- Les berges de la Koela et de la Gambie.